# Émile Clapeyron
Benoît Paul Émile Clapeyron (26 de enero de 1799 - 28 de enero de 1864) fue un ingeniero y físico francés, padre (entre otros) de la teoría termodinámica.

## Vida
Nacido en París, Clapeyron estudió en la École polytechnique y la École des Mines de Paris, antes de mudarse a San Petersburgo en 1820 para enseñar en la École des Travaux Publics. Tras la Revolución de 1830 volvió a París, donde supervisó la construcción de la primera vía de ferrocarril de Francia, que comunicaba París con Versalles y Saint-Germain-en-Laye.

## Obra

### Termodinámica

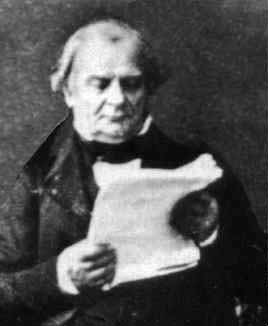
Benoît Paul Émile Clapeyron

En 1834 realizó su primera contribución a la creación de la termodinámica moderna al publicar un documento titulado La fuerza directora del calor (Puissance motrice de la chaleur), en el que desarrollaba el trabajo del físico Nicolas Léonard Sadi Carnot, fallecido dos años antes. Aunque Carnot había desarrollado un atractivo análisis de un motor térmico, había empleado la engorrosa teoría calórica.
Clapeyron, en su honor, presentó la obra de Carnot de una forma más accesible y gráfica, que mostraba el ciclo de Carnot como una curva cerrada en un diagrama indicador, una gráfica de la presión en función del volumen (que más tarde tomaría el nombre de gráfica de Clapeyron).
En 1843 Clapeyron extendió la idea de proceso reversible, ya sugerida con anterioridad por Carnot, y realizó la enunciación definitiva del principio de Carnot, conocido también como segunda ley de la termodinámica.
Este trabajo fundamental le permitió extender sustancialmente la obra de Clausius, incluyendo la fórmula, conocida hoy en día como Relación de Clausius-Clapeyron, que caracteriza la transición de fase entre dos estados de la materia. Siguió tratando la cuestión de las transiciones de fase en lo que se denominaría más tarde problemas de Stefan.

### Otros
Clapeyron trabajó también en la caracterización de los gases perfectos, el equilibrio de sólidos homogéneos y cálculos de la estática de las vigas, donde desarrolló un importante resultado conocido como teorema de los tres momentos, muy útil en el cálculo de vigas continuas hiperestáticas.

### Publicaciones
- Clapeyron E. (1834), Puissance motrice de la chaleur, Jounal de l'École Royale Polytechnique, Vingt-troisième cahier, Tome XIV, 153-190.

## Honores
- Miembro de la Academia Francesa de Ciencias, (1858)
- La Rue Clapeyron de París está nombrada en su honor
- Es uno de Los 72 nombres de la Torre Eiffel